# EPHA6
EPHA6‏ (EPH receptor A6) هوَ بروتين يُشَفر بواسطة جين EPHA6 في الإنسان.